# Fântâna Oilor, Tulcea
Fântâna Oilor este un sat în comuna Dorobanțu din județul Tulcea, Dobrogea, România. Se află în partea de vest a județului,  în Podișul Babadagului.

## Istoric
Localitatea, care în trecut se numea Conspor (până în 1861) Coium Punar (Koium Pânar), deavastată după Războiul Crimeei a fost populată cu mocani veniți din Transilvania , care au ajuns la un moment dat să cuprindă un procent de 63% din populație. Între anii 1964-1970, regimul de atunci a modificat denumirile mai multor localități dobrogene printre care și Coium Punar, al cărei nume în 1964 devine, prin traducere Fântâna Oilor.